# Censura durante el franquismo

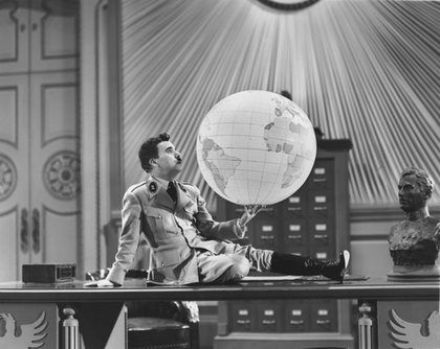
Una de las escenas más famosas de la película de Charles Chaplin El gran dictador (1940) en la que Hinkel sueña con dominar el mundo. Esta parodia de Hitler y del fascismo fue prohibida por la censura franquista. No se pudo proyectar en España hasta después de la muerte de Franco.

La censura durante el franquismo constituyó un conjunto de medidas dirigidas a limitar la libertad de expresión y opinión en España en la zona sublevada y, posteriormente, durante el régimen franquista. Se enmarcó dentro del proceso de represión cultural llevado a cabo por los autores del golpe de Estado de 1936, cuya finalidad era aniquilar la producción cultural originada en la Segunda República, así como garantizar la «pureza ideológica» del Estado totalitario resultante tras la Guerra Civil.
Antes de comenzar la dictadura, Francisco Franco ya había rubricado la primera disposición censora (23 de diciembre de 1936) tras ser nombrado jefe del Estado español en Burgos. Sin embargo, es el 14  de enero de 1937 cuando se publica el decreto que dispuso la Delegación del Estado para Prensa y Propaganda. Posteriormente, la Ley de prensa de 22 de abril de 1938 da origen a la estructura con que controlar la producción escrita, sonora y visual en el país. Al comienzo tuvo un cariz notoriamente político, pero a partir de 1945 la Iglesia dominó la censura estatal, "y a la vez la juzgó insuficiente". A partir del Concordato suscrito con la Santa Sede en 1953, la Iglesia católica refuerza su hegemonía dentro de las decisiones censorias, por lo que los criterios católicos (mandamientos) y morales (palabras malsonantes, escenas sexuales, etc.) forman parte de las decisiones censorias.
Manuel L. Abellán ha propuesto diferenciar entre una época «gloriosa» y otra «trivial» de la censura franquista. La primera sería aquella en la que los lectores-censores colaboradores con el servicio de Propaganda (hasta 1952) o de Información (desde 1953) tienen una preparación académica solvente para ejercitar la censura política del Movimiento. La segunda, denominada «trivial» por el bajo perfil curricular entre los lectores-censores, Abellán la sitúa a partir de 1962, con el Ministerio de Información y Turismo de Manuel Fraga. Algunos casos conocidos, sin embargo, eran la excepción. El perfil medio del resto «se trata del tipo cavernícola y "pluriempleísta" que tanto ha propagado el franquismo». La, a veces escasa, comprensión lectora de los censores ha dado paso a considerar la arbitrariedad con que se aplicaban las decisiones.

## Censura y propaganda en la zona sublevada (1936-1939)
En las zonas donde triunfó el golpe de Estado de julio de 1936, que daría inicio a la guerra civil española, las autoridades militares dictaron las primeras medidas de censura de prensa emanadas de los bandos en los que proclamaban el estado de guerra. Al mes siguiente la Junta de Defensa Nacional creó la Oficina de Prensa y Propaganda como «órgano encargado exclusivamente de todos los servicios relacionados con la información y propaganda por medio de la imprenta, el fotograbado y similares y la radiotelegrafía» y cuya misión sería «dictar pública o confidencialmente las normas a que ha de ajustarse la censura y facilitar a los periódicos las notas o informes cuya publicación convenga al interés nacional». Se incluía tanto la prensa como la radio, así como a los medios extranjeros que operaran en España. Al frente de la Oficina, cuya sede fue el palacio de la Diputación Provincial de Burgos, se nombró al periodista ultraderechista Juan Pujol (de quien dependía directamente la sección de propaganda cuyo objetivo era la «rectificación o refutación de cuanto pudiera perjudicar al éxito y buen nombre del Movimiento Nacional, y la propagación de cuanto pueda favorecerle») auxiliado por el también periodista de la misma tendencia Joaquín Arrarás. Además la Oficina estaba encargada de editar el Boletín Oficial de Junta de Defensa Nacional que en octubre pasará a denominarse Boletín Oficial del Estado.

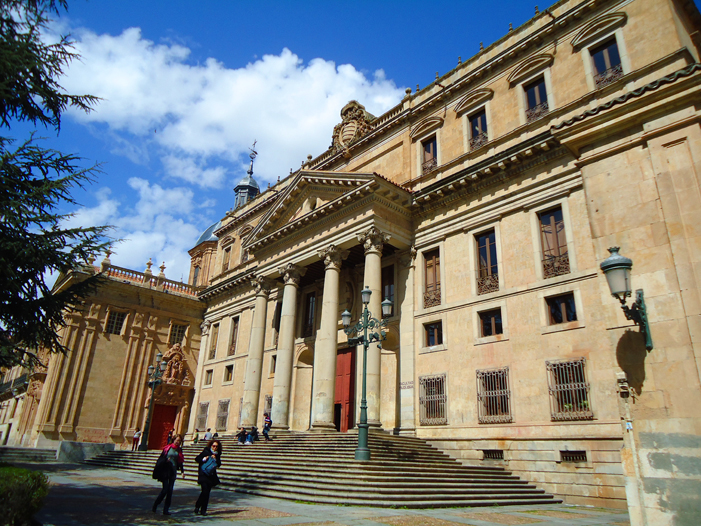
Palacio de Anaya de Salamanca, sede de la Oficina de Prensa y Propaganda, dirigida por el general Millán Astray, y de la posterior Delegación Nacional de Prensa y Propaganda.

La Oficina de Prensa y Propaganda constituyó el primer intento «de centralización del control ideológico de los medios de comunicación y de emisión de consignas por parte de los militares rebeldes», ha señalado Luis Castro. Sin embargo, la censura seguirá en manos de las autoridades militares, que no sólo se ocupará de las publicaciones de todo tipo, sino también de los telegramas, las cartas (estas debían ser enviadas con los sobres abiertos, que serían cerrados por los censores tras hacer constar en el mismo «visado por la censura») y las conversaciones telefónicas (muy escasas entonces, pero la censura podía interrumpirlas cuando lo creyera necesario y no podían durar más de tres minutos). Por otro lado, hubo episodios de quema de libros sacados de bibliotecas, kioscos, librerías, centros educativos, editoriales e incluso domicilios particulares, siguiendo el ejemplo de la Alemania nazi. La prensa animaba a que se hiciera «¡Por Dios y por España!» (por ejemplo, el diario Arriba España  publicó el 1 de agosto de 1936: «¡Camarada! Tienes la obligación de perseguir al judaísmo, a la masonería, al marxismo y al separatismo. Destruye y quema sus periódicos, sus libros, sus revistas, sus propagandas»). El caso más antiguo conocido se produjo en Córdoba al día siguiente de la sublevación. Así relató lo sucedido el corresponsal del diario «nacional» ABC de Sevilla (26 de septiembre de 1936):

En nuestra querida capital, al día siguiente de iniciarse el Movimiento del Ejército salvador de España, por bravos muchachos de Falange Española fueron recogidos de kioscos y librerías centenares de ejemplares de esa escoria de la literatura, que fueron quemados, como merecían. Asimismo, muy reciente, los valientes y abnegados Requetés realizaron análoga labor, recogiendo gran número de ejemplares de esas malditas e insanas lecturas.

Tras la proclamación como Generalísimo y jefe supremo de la zona sublevada del general Franco el 1 de octubre de 1936, la Oficina de Prensa y Propaganda quedó adscrita a la Secretaría del Jefe del Estado (con un rango no bien definido de subsecretaría, de dirección general o de delegación) y a finales de noviembre Franco nombró al frente de la misma al general Millán Astray (quien llevaba colaborando con él en las labores de propaganda y de «elevación de la moral militar» desde mediados de agosto, tras volver rápidamente desde Argentina donde se encontraba cuando se produjo el golpe militar). Millán Astray ordenó inmediatamente el traslado de la oficina de Burgos a Salamanca, donde se encontraba el Cuartel General del Generalísimo.
Uno de los cometidos principales de la Oficina de Prensa y Propaganda fue controlar la actividad de los corresponsales extranjeros con el fin de mantener una imagen triunfalista de la marcha de la guerra y evitar cualquier información que pudiera desacreditar al bando sublevado (que «pudieran perjudicar la causa de España», se decía en un boletín interno). Esta labor específica se encomendó a Luis Antonio Bolín. A los corresponsales, cuyos movimientos estuvieron bajo control, se les presionó para que no utilizaran términos como «rebeldes e insurgentes» para referirse a las «fuerzas nacionales», y la de «leales» o «republicanos» para referirse al bando republicano (el único término admitido era el de «rojos») y para que no llamaran «guerra civil» al conflicto porque «no son dos partidos en guerra. Es la nación española batiéndose contra los enemigos de la Patria» (Goebbels dio instrucciones similares a la prensa alemana). Otro de sus cometidos fue evitar cualquier mención a la intervención militar extranjera en favor del bando sublevado, magnificando por el contrario la del «comunismo internacional» favorable a la República. Otro fue exagerar el caos y la violencia que se vivía en la «zona roja» lo que servía de «argumento» para apuntalar la «política de no intervención» que tanto favorecía al bando sublevado.  Se llegó a crear una oficina exterior de Propaganda y Prensa, con sede en París, financiada por el catalanista Francesc Cambó, que apoyó la sublevación, y dirigida por Joan Estelrich. Estaba encargada de la defensa de la causa de los «nacionales» en Europa, y especialmente en Francia y en Gran Bretaña. Sin embargo, el departamento de Millán Astray, no controlaba toda la propaganda de la «zona nacional». En Andalucía el general Queipo de Llano contaba con su propia oficina (de hecho en esa región se veían más fotos suyas que de Franco) y los falangistas (los principales beneficiados de las incautaciones de los periódicos republicanos y obreros), los carlistas y la Iglesia católica lanzaban sus propios mensajes y consignas.
Un primer paso para intentar centralizar la censura y la propaganda del bando sublevado fue la creación el 14 de enero de 1937 de la Delegación de Prensa y Propaganda, al frente de la cual fue nombrado el pronazi y antisemita Vicente Gay en sustitución del general Millán Astray. Pero Gay estuvo poco tiempo en el cargo siendo reemplazado por el comandante Manuel Arias-Paz, aunque en realidad quien dirigió la Delegación fue su secretario general, el monárquico Eugenio Vegas Latapié (y detrás de él Ramón Serrano Suñer, con una influencia cada vez mayor en el entorno de Franco). Cinco días después, el 19 de enero, el Generalísimo Franco inauguraba en Salamanca Radio Nacional (emisora de radio creada con la ayuda de la Alemania nazi, que proporcionó los equipos y el asesoramiento técnico), lo que constituyó otro paso importante en la centralización de la propaganda ya que tenía potencia suficiente para alcanzar toda España (y superar las interferencias lanzadas desde la zona republicana).
El nuevo organismo de Prensa y Propaganda amplió su personal, se crearon (o se consolidaron) las secciones especializadas (radio, prensa nacional, prensa extranjera, escucha de emisoras y fotografía y carteles, además de la «Sección Militar», bajo las órdenes directas del «Alto Mando») y el delegado nacional fue dotado de amplias atribuciones para «orientar» la prensa, la radio y la censura (en cuanto al cine, por ejemplo, se estableció que debía desenvolverse «dentro de las normas patrióticas, de cultura y de moralidad», lo que también era aplicable al teatro y a todo tipo de espectáculos). En la gestión de la prensa y de la propaganda (y de la contrapropaganda) se siguieron pautas semejantes a las de la Italia fascista y la Alemania nazi e incluso se copiaron algunos de sus lemas como «Una Patria, un Estado, un Caudillo» (que recuerda el nazi Ein Reich, ein Volk, ein Führer).
Tras la promulgación por el Generalísimo Franco en abril de 1937 del Decreto de Unificación que dio nacimiento al partido único FET y de las JONS se duplicaron los organismos de prensa y propaganda al crearse una Delegación Nacional de Prensa y Propaganda del partido, a cuyo frente se nombró al sacerdote falangista Fermín Yzurdiaga. Los aliados alemanes ya advirtieron en septiembre del problema que suponía la inexistencia de «una propaganda única y centralizada». La duplicidad se resolvió en enero de 1938 cuando, tras la formación del primer gobbierno de Franco, se decidió la fusión de los dos organismos (el estatal y el del partido) para formar la nueva Delegación Nacional de Prensa y Propaganda que quedaría integrada en el ministerio de Interior (denominado Ministerio de la Goberrnación a partir de diciembre), cuya cartera ocupaba Ramón Serrano Suñer, virtual «número dos» del régimen franquista.
Serrano Suñer nombró a dos jóvenes falangistas al frente de las dos servicios en que se dividió la Delegación: Dionisio Ridruejo se hizo cargo del Servicio Nacional de Propaganda (que contaba, entre otras, con una sección de Ediciones y Publicaciones, dirigida por Pedro Laín Entralgo y una de Censura de Libros, con Juan Beneyto Pérez al frente)  y José Antonio Giménez-Arnau del Servicio Nacional de Prensa. Ridruejo se propuso seguir el modelo «totalitario» en el que la propaganda debía dejar de ser mera «publicidad» para pasar a controlar la cultura en todos sus aspectos (a semejanza del nazi Ministerio del Reich para la Ilustración Pública y Propaganda de Goebbels o el fascista Ministerio de Cultura Popular de Dino Alfieri). Por su parte Giménez Arnau impulsó la Ley de Prensa de 1938, aprobada por Franco en abril, en cuyo preámbulo se asignaba a la prensa como misión esencial «transmitir al Estado las voces de la Nación y comunicar a esta las órdenes y directrices del Estado y de su Gobierno», así como ser «órgano decisivo en la formación de la cultura popular y en la creación de la conciencia colectiva». Así, se concibe al periodista como «apóstol del pensamiento y de la fe de la Nación recobrada a sus destinos».

## Primer franquismo (1939-1959)
Tras la crisis de mayo de 1941, la Delegación Nacional de Prensa y Propaganda fue sustituida por la Vicesecretaría de Educación Popular dependiente la Secretaría General de FET y de las JONS, cargo que ostentaba el falangista José Luis Arrese como ministro-secretario general del Movimiento, por lo que Ramón Serrano Suñer, quien a raíz de la crisis había dejado de ser ministro de la Gobernación, perdió el control de la censura y de la propaganda. Al frente de la Sección de Censura Arrese nombró al falangista Patricio González de Canales. Durante estos primeros años de la dictadura franquista la censura no solo fue una pieza importante de la represión franquista sino que sobre todo formó parte de «una ambiciosa construcción cultural: la Nueva España, tanto en su vertiente culta como en su proyección popular, que no necesitaba reconciliación alguna», ha señalado Manuel Peña.
En 1945 la vicesecretaría de Educación Popular fue suprimida y sus competencias pasaron al Ministerio de Educación Nacional, lo que formaba parte del intento de «maquillaje» del régimen para parecer presentable ante los aliados que habían ganado la Segunda Guerra Mundial (durante la cual el Generalísimo Franco se había identificado con las potencias del Eje). En 1951 la censura y la propaganda pasaron al nuevo ministerio de Información y Turismo, y así se mantendría hasta el final de la dictadura.

### La censura del libro
El 23 de abril de 1939, solo tres semanas y media después de la caída de Madrid que puso fin a la guerra civil y como colofón de la «fiesta del libro» [sic] tenía lugar en el patio del rectorado de la Universidad Complutense una quema de libros al estilo nazi (durante la guerra ya había habido otras y las habría después: las bibliotecas de instituciones de todo tipo fueron expurgadas de los libros de los «enemigos de España» y destruidos). El diario vespertino Ya tituló: «Auto de fe en la U. Central. Los enemigos de España fueron condenados al fuego». El catedrático de Derecho Antonio Luna lo justificó así:

Para edificar a España una, grande y libre, condenados al fuego los libros separatistas, los liberales, los marxistas, los de la leyenda negra, los anticatólicos, los del romanticismo enfermizo, los pesimistas, los pornográficos, los de un modernismo extravagante, los cursis, los cobardes, los seudocientíficos, los textos malos y los periódicos chabacanos.

Tras hacerse cargo de la Sección de Censura  de la Vicesecretaría de Educación Popular, creada en 1941, el falangista Patricio González de Canales inmediatamente despidió a la mayoría de los censores por «emitir dictámenes sin la atención requerida» (lo que no era extraño porque cobraban por el número de informes que elaboraban: alguno llegó a ocuparse de más de cincuenta obras en un mes) y además endureció los requisitos para ser censor. Asimismo agrupó los libros en cinco categorías especificando las cualidades que deberían cumplir los respectivos censores (por ejemplo, de los de religión y pedagogía católica se ocuparía un teólogo, designado por la censura eclesiástica; de los de política, historia de España y pedagogía política, un falangista con méritos suficientes, designado por el jefe de la Censura). Por otro lado, recabó la ayuda de las embajadas alemana, italiana y portuguesa para que le remitieran las listas de los autores y de las obras prohibidas en sus respectivos países para prohibirlos también en España. La censura de determinados autores y políticos llegó hasta tal punto que se prohibió que aparecieran en las enciclopedias (el diccionario enciclopédico Sopena fue obligado a retirar las entradas dedicadas a a Manuel Azaña, José Ortega y Gasset, Lenin, Marx, Trotsky, etc.). Y siempre quedaba el recurso al control del papel para limitar o impedir la actividad de determinadas editoriales (Aguilar recurrió al papel biblia, que no estaba sujeto a cupos, para editar autores clásicos como Shakespeare o Cervantes; las que publicaban libros populares recurrieron al papel de embalaje, barato y libre de controles).
Una vez aprobado un libro se debía hacer constar en la primera página de cada ejemplar, ya que si no llevaba la autorización de la censura era considerado un libro clandestino y objeto de persecución. Como el volumen de libros a revisar fue aumentando en 1944 se decidió que cuatro categorías de publicaciones ya no tendría que pasar la censura: los textos litúrgicos católicos, obras de literatura española anteriores a 1800, las partituras musicales (y con letra) anteriores a 1900 y los libros científicos y técnicos (aunque todos ellos debían contar con la aprobación de la autoridad competente en cada una de las cuatro categorías).
También se aplicó una censura a posteriori mediante el secuestro de ejemplares, la prohibición de reediciones o la limitación de las tiradas o de los lectores autorizados para comprar esas publicaciones (esto último semejante a las licencias que otorgaba la Inquisición española para poder leer ciertas obras incluidas en el Índice). La policía visitaba con frecuencia los kioscos y las librerías incautando todos los libros prohibidos (en especial la literatura popular de la época republicana)  Por otro lado, organismos como el recién creado Instituto Nacional del Libro Español (INLE) hacían recomendaciones a los libreros como la siguiente de 1943: «Todo librero español tiene el deber indeclinable de exponer en sus escaparates de manera bien visible y preferente aquellas obras nacionales cuyo fondo dogmático o de doctrina política contribuya a una mayor difusión y a la más exaltada loa de las glorias y epopeyas patrias».
La Iglesia católica también ejerció labores de censura de aquellos libros ya publicados considerados perniciosos para los católicos. Contaba para ello con un cuerpo de voluntarios llamados «censores-lectores» que remitían sus informes al Secretariado de Orientación Bibliográfica de la Acción Católica Española (ACE), que por su parte publicaba las listas de estos libros con sus calificaciones (inmoral, dañoso, peligroso, frívolo...) en su revista Ecclesia. Otro medio de comunicación de la censura católica fue el Boletín del Secretariado de Información de Publicidad y Espectáculos (SIPE), vinculado a las Congregaciones Marianas. Una de las preocupaciones del SIPE fue dar a conocer los nombres de los autores incluidos en el Index librorum prohibitorum de la Iglesia Católica y que a partir de 1947 la Dirección General de Propaganda también los prohibirá en España (aunque muchos de ellos ya lo estaban).
Se produjeron algunos conflictos entre la censura eclesiástica y la «oficial». El caso más conocido fue el del libro del falangista Rafael García Serrano La fiel infantería, una obra que había recibido en 1943 el Premio Nacional de Literatura José Antonio Primo de Rivera, que no gustó al arzobispo de Toledo Enrique Pla y Deniel quien finalmente consiguió que se retirara. Otro conflicto fue el suscitado por la obra del escritor alemán Ernst Wiechert La vida sencilla que la jerarquía eclesiástica española la consideró luterana y blasfema (la obra incluía ilustraciones que dejaban «en ridículo a dogmas fundamentales de la Iglesia», se alegó). Para no incomodar a la embajada alemana se adoptó una solución salomónica: no se retiraría de las librerías pero no se permitiría una segunda edición.

### La censura de prensa
Probablemente la de prensa fue la censura que tuvo un funcionamiento más eficaz durante el primer franquismo. Durante este periodo siguió vigente la restrictiva Ley de 1938 que convirtió a la prensa en un instrumento de propaganda al servicio del Estado («al servicio absoluto de la Patria», como dijo tras su promulgación el falangista Maximiano García Venero). Más que una ley «de» prensa fue una ley «contra» la prensa, como ha indicado Justino Sinova, uno de los principales expertos en historia de la prensa española.
Como no existía la libertad de información (los modelos eran la Alemania nazi y la Italia fascista) los periodistas eran servidores del «Nuevo Estado». Sólo podían ejercer la profesión los que contaran con el carnet de periodista que se concedía tras ser inscrito en el Registro Oficial de Periodistas (el primer carnet como periodista de honor le fue concedido al Generalísimo Franco). De hecho una de las profesiones que fueron objeto de una depuración más implacable fue la de periodistas. Los que habían informado desde el bando republicano sufrieron largas condenas de prisión e incluso de muerte (y cuando salieron de las cárceles no pudieron ejercer su oficio). Los que pasaron la depuración debieron demostrar a diario su lealtad al régimen. Para cribar el acceso a la profesión se creó en 1943 la Escuela Oficial de Periodismo, cuyo diploma era condición imprescindible para poder trabajar en algún periódico.
Durante la guerra los sublevados se fueron apoderando de los edificios, las salas de redacción y de los talleres de los periódicos republicanos, obreros y nacionalistas vascos y catalanes, que constituirán el grueso de la llamada «Prensa del Movimiento» que en 1944 estaba integrada por treinta diarios matutinos, siete vespertinos, cinco «hojas del lunes», ocho revistas semanales y siete mensuales (la mayoría de estas publicaciones no cubrían los costes: entre 1945 y 1948 el déficit rozó los cinco millones de pesetas, una cantidad importante en la época).
Para publicar un periódico se necesitaba el permiso previo del organismo competente de Prensa y Propaganda (inicialmente la Delegación Nacional de Prensa y Propaganda, a la que sucedió a partir de 1941 la vicesecretaría de Educación Popular), lo que constituía un verdadero calvario burocrático (aunque se tratase de una simple revista de entretenimiento). Los directores de los periódicos eran nombrados por la administración, aunque se tratase de editoras privadas.

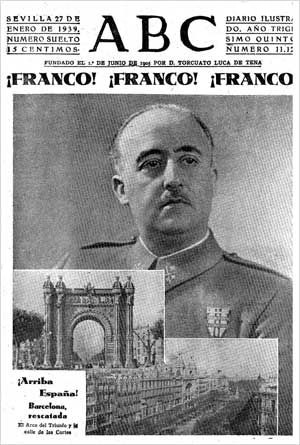
Portada del diario ABC de Sevilla del 27 de enero de 1939 dando la noticia de la toma de Barcelona por el ejército franquista («¡Arriba España! Barcelona rescatada», titula el diario). La consigna principal que debía seguir la prensa era exaltar la figura del Caudillo.

Todas las publicaciones periódicas estaban sometidas a la censura previa a cargo del Servicio Nacional de Prensa, más tarde convertido en Dirección General de Prensa. Las noticias y artículos eran revisados (y a menudo reelaborados) por los censores (atendiendo especialmente a los titulares) y en ocasiones los periódicos aparecían con algún espacio en blanco (el que ocupaba el artículo suprimido y que no se había podido sustituir por otro).  Además todos los periódicos debían seguir las consignas que se daban desde el Servicio Nacional de Prensa que incluían las noticias que se debían publicar (con frecuencia ya redactadas por el Gobierno) y las que no (estaba prohibido, por ejemplo, publicar cualquier noticia que se pudiese vincular con la República o con alguno de sus líderes, o sobre la aplicación de penas de muerte o de conflictos sociales), el enfoque que se había de dar a determinadas informaciones (por ejemplo, sobre el incendio de Santander de 1941 o la inclusión obligatoria de determinados lemas, frases o discursos. Pero la consigna principal fue que se debía exaltar de la figura del Generalísimo Franco (cuyas noticias siempre debían aparecer en primera página). Si no se cumplían los periódicos eran sancionados con multas más o menos cuantiosas o con la destitución o suspensión del director (por ejemplo, el semanario Mundo tuvo que pagar una multa de 5000 pesetas por no haber conmemorado el 20 de abril de 1944 el cumpleaños de Hitler).

### La censura de la radio
Hasta la difusión de la televisión en la década de 1960 la radio constituyó el principal medio de comunicación de masas, por lo que estuvo sometida a un estricto control por parte de la dictadura. En plena guerra civil el falangista Dionisio Ridruejo, jefe del Servicio Nacional de Propaganda de la Delegación Nacional de Prensa y Propaganda dependiente del Ministerio de la Gobernación, cuyo titular era Ramón Serrano Suñer, ya había creado el Departamento de Radio, que en 1941 pasó a denominarse Delegación Nacional de Radiodifusión y más tarde Servicio de Radiodifusión. En octubre de 1939 se dictó la obligatoriedad para todas las emisoras de conectar con Radio Nacional «para los noticiarios generales y especialmente de asuntos internacionales», por lo que no podrían «radiar más noticias que las que se refieran a acontecimientos que hubieran tenido lugar en la provincia o región, siempre estas con censuras de las Jefaturas Provinciales o Locales de Prensa». Un hombre clave en el control de la radio fue el periodista falangista Manuel Aznar Acedo, que fue subdirector general de Radiodifusión y que entre 1942 y 1962 dirigió la cadena de emisoras de la Sociedad Española de Radiodifusión (SER).
Por medio de circulares, que no aparecían en el Boletín Oficial del Estado, se daban instrucciones a la censura que también se hacían llegar a las emisoras de radio. En una de 1942 se decía lo siguiente:

1) No será autorizado ningún texto que refiriéndose a España, bajo cualquier aspecto, lo haga en un sentido irrespetuoso, poco veraz o tendencioso.
2) Queda totalmente prohibido todo escrito que, más o menos directamente, sea contrario o interprete confusa o equivocadamente los principios fundamentales del Estado o del Partido.
3) No se autorizarán escritos que, al referirse al Caudillo, no le traten con el máximo respeto; lo mismo que al Ejército, Institutos Armados, Milicias del Partido o sus representaciones, así como las insignias, emblemas y palabras de significado, sentido o representación nacional.
 4) No será autorizado ningún escrito que atente o sea irreverente con los dogmas de la Iglesia Católica o sus representantes.
5) No se autorizará ningún escrito que trate de forma inconveniente a los países amigos, sus creencias, instituciones y costumbres.
 [...]
 9) Cualquier duda podrá ser consultada directamente con la Delegación Nacional de Propaganda a través de los Jefes de este servicio.
Por Dios, España y su Revolución Nacional-Sindicalista.

Para asegurarse de que estas normas se cumplían las emisoras debían presentar cada día una «guía o índice» detallado del contenido y horarios de sus programas con treinta y seis horas de antelación y en un plazo no menor a veinticuatro horas recibirían «un ejemplar sellado con supresión de aquellas partes que no estén de acuerdo con las disposiciones correspondientes», quedando «absolutamente prohibidas las improvisaciones ante el micrófono. Todo cuanto por él se emita estará previamente censurado», incluida la publicidad. Había tres excepciones en que se permitía la improvisación: las retransmisiones de actos oficiales, las de competiciones deportivas y corridas de toros y los servicios de socorro y urgencias. En cuanto a la música se notaba la influencia de la normativa nazi ya que estaba prohibida «la llamada música "negra", los bailables "swing" o cualquier otro género de composiciones que estén en idioma extranjero». El control de las emisiones se completaba con la labor de loss «escuchas locales de radiodifusión» que contrastaban lo emitido realmente con el texto aprobado. Por otro lado, como sucedía también con la prensa, las emisoras debían cumplir las consignas que emanaban de las autoridades, incluidos textos salidos de la propia Sección de Radiodifusión. 
Al igual que los periodistas, los profesionales de la radio fueron objeto de una dura depuración. Una de las víctimas más conocidas fue Luis Medina, popular locutor de Unión Radio de Madrid durante la República, que inicialmente fue condenado a muerte y luego a treinta años de cárcel.

### La censura del cine
El régimen franquista consideró al cine como uno de los más eficaces medios de propaganda. Por ello se concedieron importantes ayudas a la industria, se crearon premios y se estableció en 1946 la categoría de «interés nacional» para aquellas películas que exaltaran los valores raciales, políticos y morales del régimen. Además se llevó a cabo una política proteccionista con la imposición de un canon de importación a las películas extranjeras que sólo podían proyectarse dobladas al castellano.
Para que una película española pudiera rodarse y proyectarse en los cines el guion debía ser aprobado por la Dirección General de Propaganda —a partir de 1945 por la recién creada Dirección General de Cinematografía— que era el organismo que también concedía los permisos de rodaje. Acabada la película debía pasar la censura de la Junta Superior de Orientación Cinematográfica, que si lo consideraba oportuno podía proponer cambios o directamente cortar determinadas escenas, lo que a veces suponía que la película resultara incomprensible. La hoja de censura, que incluía su clasificación, era imprescindible para que pudiera proyectarse en una sala (su dueño siempre debía tenerla a mano). En cuanto a las películas extranjeras la censura tenía un amplio campo de actuación en el doblaje porque podía modificar completamente su significado, lo que en alguna ocasión rozaba el ridículo (como en una película americana en la que la heroína movía la cabeza con un gesto negativo mientras decía «¡Sí!»).
En 1937 se creó la Junta Superior de Censura Cinematográfica, con sede en Salamanca. Su cometido era prohibir, total o parcialmente, las películas consideradas contrarias a la moral o a los principios de la dictadura. Su reglamento otorgaba un lugar preeminente a la Iglesia católica dado que, según el artículo 4.º, el voto del representante eclesiástico en la Junta «será especialmente digno de respeto en las cuestiones religiosas y será dirimente en los casos graves de moral en los que expresamente haga constar su veto».
La posición de la Iglesia española fue especialmente negativa y de condena hacia el medio cinematográfico. El obispo Marcelino Olaechea llegó a considerar la quema de todas las salas de cine como «un gran bien para la humanidad», mientras que el influyente Padre Ayala aseveró: «el cine es la calamidad más grande que ha caído sobre el mundo desde Adán para acá. Más calamidad que el diluvio universal, que la guerra europea, que la guerra mundial y que la bomba atómica. El cine acabará con la humanidad». Otro religioso, el Padre Peiró, ejerció junto a su equipo de censores el liderazgo de la censura moral y religiosa del cine de la época. En 1950 la Iglesia organiza e instituye la Oficina Nacional Clasificadora de Espectáculos, que otorgaba a cada película, una vez estrenada, una calificación moral y religiosa con su consiguiente recomendación eclesiástica, y establecía unos criterios y normas que se mantendrían durante muchos años. Las películas clasificadas "4" (gravemente peligrosas) llegaron a ser vetadas en algunas salas.	
A partir de 1951, con la llegada de Gabriel Arias Salgado al Ministerio de Información y Turismo, comienza una etapa muy restrictiva para el cine español. Tras un breve paso de seis meses de José María García Escudero como director general de Cinematografía —debido a sus críticas al sistema de censura católica—, ocuparía su puesto Joaquín Argamasilla. Este último popularizó un sistema de censura económica mediante el que se castigaba con pocas o ninguna subvención a los filmes peor catalogados por la censura. De este modo, para evitar la ruina, los productores y directores españoles recurrieron a realizar dobles versiones —una para España y otra para el extranjero— para no perder las subvenciones estatales y además poder ingresar beneficios en el extranjero. Uno de estos casos es la película Los jueves, milagro, de García Berlanga, cuya segunda copia (un duplicado del negativo de imagen, combinado con los diálogos) se recuperó en Bélgica.

### La censura del teatro y de los espectáculos de variedades
La censura de las obras de teatro correspondía al Departamento de Teatro de la Delegación Nacional de Prensa y Propaganda que era el organismo encargado aprobarlas o prohibirlas. En el caso de representaciones de aficionados correspondía al delegado local autorizar o no el texto y la puesta en escena, y además debía estar presente durante la función de estreno.
Los delegados locales eran clave en el sistema de censura porque se debía realizar un ensayo general con él presente para que la obra pudiera representarse aunque ya contara con la aprobación del Departamento de Teatro. Aún más importante era su papel en los espectáculos de variedades porque eran ellos los que los autorizaban, lo que daba lugar a todo tipo de corruptelas y de presiones. Uno de sus cometidos principales era prohibir las canciones de «género moderno», siguiendo criterios similares a los aplicados a la radio. Y también debían ocuparse de la indumentaria. El delegado solo estaba obligado a estar presente el día del estreno, lo que frecuentemente era aprovechado por las compañías para introducir cambios en las representaciones siguientes. Así se decía, por ejemplo, se impuso una multa de 500 pesetas a un trapecista cómico por haber «realizado ciertos gestos obscenos en el transcurso de su trabajo» que «fueron omitidos el día del estreno» (la empresa fue multada con 1000 pesetas).

## Segundo franquismo (1959-1975)
Durante este segundo periodo, y a pesar de la más aperturista Ley Fraga de prensa de 1966, la ambigüedad de las normas permitió que continuase la labor censora del régimen. Por contra, las distintas editoriales, autores y traductores optaron por una cierta autocensura como estrategia para intentar eludir el control gubernativo. Desde el Ministerio, se llegó a recurrir a elementos policiales para restringir la libertad de creación y publicación. Por ejemplo, el censor jefe y director general de Cultura Popular entre 1973 y 1974, Ricardo de la Cierva, elaboró una lista negra de editoriales consideradas «marxistas» o «izquierdistas» (entre las que se incluyó a Barral o a Fundamentos) con la colaboración de la Dirección General de Seguridad.
En cuanto a la censura cinematográfica, con la llegada al Ministerio de Manuel Fraga Iribarne, se dio un tímido y a la postre insuficiente intento aperturista por parte del franquismo para dar la imagen de una España «normalizada» y abierta a Europa. Nombró de nuevo a José María García Escudero director general de Cinematografía y se publicó en 1963 un Código de Censura con criterios más objetivos para el desarrollo de la labor censora. En 1969, Fraga fue sustituido por el más conservador Alfredo Sánchez Bella, del Opus Dei. En esta nueva etapa se vuelve a una fuerte censura de películas, especialmente por cuestiones morales o sexuales. Para justificar la censura a Separación matrimonial, del director Angelino Fons, se adujo que «la mujer española, si se separa de su marido tiene que acogerse a la religión o aceptar vivir perpetuamente en soledad».
La censura en España provocó el éxodo de miles de españoles a las salas de cine francesas cercanas a la frontera, donde se podían ver películas sin restricciones. Estas salas ofrecían sesiones de cine erótico y pornográfico a bajo precio para los españoles. En 1973, El último tango en París de Bertolucci llegó a exhibirse con subtítulos en castellano para los clientes españoles, que abundaban en dichas salas de cine fronterizas con España (en los primeros seis meses del año vieron la película 110 000 personas solo en Perpiñán, con apenas cien mil habitantes).
El final de la censura cinematográfica llegó el 1 de diciembre de 1977 con el segundo Gobierno Suárez.

## Los censores
Los censores eran colaboradores de una institución legalizada durante la dictadura. Eran nombrados por Orden publicada por el ministro, a propuesta de los directores generales encargados. Los lectores eran, por lo general, subalternos con una ocupación precaria dentro de la estructura para la que trabajaban, ya fuera esta la Sección de Censura de Publicaciones, dependiente de la Dirección General de Propaganda de la Vicepresidencia Educación Popular, la sección homónima dentro del Ministerio de Educación Popular o en la Inspección de Libros del Ministerio de Información y Turismo. En este ministerio, los lectores se dividían en lectores fijos y lectores especialistas. Bajo esta última categoría entraban los lectores eclesiásticos. 
Cuando en 1941 el falangista Patricio González de Canales se hizo cargo de la Sección de Censura de la Vicesecretaría de Educación Popular, el nuevo organismo encargado de la censura y de la propaganda, endureció los requisitos requeridos para ser censor. Tenían que cumplir alguna de las siguientes condiciones, según el historiador Manuel Peña: «ser licenciado, haber publicado algún texto, poder traducir algún idioma, pertenecer a la vieja guardia antes del 18 de julio de 1936, ser militar, ser sacerdote o ser falangista con méritos suficientes».

La retribución salarial de los lectores variaba en función de los materiales inspeccionados. Los lectores fijos percibían un sustento mensual. A esto habría que añadir una asignación variable en función de los libros inspeccionados. Los lectores esencialistas, por el contrario, sólo recibían los devengos de los informes entregados. Según la "Orden por la que se reorganiza el Servicio de Lectorado de la Dirección General de Información" (7 de marzo de 1952), firmada por el ministro de Información y Turismo Arias Salgado,  
los devengos [...] serán establecidos de acuerdo con el módulo de 100 pesetas por unidad de lectura. Se considera unidad de lectura el volumen aproximado de 200 páginas. Las obras en idiomas regionales, francés e italiano se computarán en un 150 por 100; en inglés, o que presenten dificultades extraordinarias por la materia o el tema, en un 200 por 100, y las obras en alemán e idiomas eslavos u orientales en un 300 por 100. 
Según la Orden, la inspección de un libro en castellano valía 100 pesetas. Aquellas en catalán, euskera, gallego, francés e italiano se cotizaban a 150 pesetas. En inglés, 200 pesetas. Y en alemán, entre otros, 300 pesetas. Esto hizo que muchos compaginaran esta dedicación con otras como periodistas, traductores o editores de textos. En 1956 se organizaron y mandaron una carta al director general de Información, Florentino Pérez Embid, para pedir la mejora de las condiciones laborales y un aumento del salario: "no es ningún secreto que sobre los lectores fijos pesa un intenso trabajo, de gran responsabilidad: tienen que examinar 500 libros mensuales", reza su carta.

### Lista de censores
La información completa de los censores se encuentra en los documentos depositados en el Archivo General de la Administración, sito en Alcalá de Henares (Madrid). La lista de censores recogida por Abellán no es más que una muestra que se debe ir ampliando según salen nuevos estudios. 
Entre los censores destacados del primer periodo se encuentran Vázquez-Prada, Juan Ramón Masoliver, Martín de Riquer, Manuel Marañón, Guillermo Alonso del Real, David Jato, P. G. de Canales, Emilio Romero Gómez, Pedro Fernández Herrón, Leopoldo Panero (ejerció hasta 1946, al encontrar desavenencias con las decisiones morales de la jerarquía católica), Carlos Ollero, Román Perpiná, José Antonio Maravall, Barón de Torres, José María Peña, Enrique Conde, José María Yebra, Duque de Maqueda, José Rumeu de Armas, Luis Miralles de Imperial, Guillermo Petersen, José María Claver, Leopoldo Izu, Miguel Siguán, Ángel Sobejano Rodríguez, Pedro de Lorenzo, Juan Beneyto, Fernando Díaz-Plaja y otros muchos.
Dentro del segundo periodo se encuentran destacados lectores, como Ricardo de la Cierva, A. Barbadillo, Faustino Sánchez Marín, Álvarez Turienzo, Vázquez, Francisco Aguirre, Castrillo, entre otros. 
Más allá de la lista de Abellán, también hay otros censores de renombre, aunque su actividad no sea tan conocida. Por ejemplo, el premio Nobel de Literatura español, Camilo José Cela, colaboró como censor de revistas durante 1943 y 1944. Dionisio Ridruejo fue superior de censores en el cargo de jefe de Propaganda falangista.
En el caso de los escritores y ensayistas, el hecho de haber colaborado como censores no implicó, de ninguna manera, haber publicado durante el franquismo sin haber sido su propio trabajo objeto de censura. C. J. Cela y Dionisio Ridruejo son dos ejemplos.
Por último, Abellán da a conocer una lista de los censores afectos a la Inspección del Libro durante el año 1954, subdivididos en "personal administrativo" y "personal técnico", donde figuran lectores especialistas y lectores eclesiásticos. Entre ellos se encuentran María Isabel Niño Mas y Francisco J. Aguirre.